# Qalatga Darband
Qalatga Darband est un site archéologique du Kurdistan identifié comme étant l'une des cités fondées en 331 av. J.-C. par Alexandre le Grand et dont l'emplacement avait été perdu jusqu'à aujourd'hui. La ville est située au sud-est de l'actuelle ville de Ranya, au bord du lac Dukan formé dans les années 1960.

## Histoire
La cité est fondée en 331 av. J.-C. par Alexandre le Grand au cours de sa campagne contre l'empire perse achéménide.
Le lieu est découvert en 1996 à l'aide d'images satellites américaines prises dans les années 1960 dans le cadre du programme Corona et déclassifiées dans les années 1990,.
En septembre 2017, une équipe d'archéologues irakiens et britanniques se rend pour la première fois sur les lieux. Les premières fouilles qu'ils y effectuent leur permettent de mettre au jour plusieurs objets dont deux statues représentant Perséphone et vraisemblablement Adonis ainsi qu'une pièce de monnaie à l'effigie d'Orodès II, roi parthe du Ier siècle av. J.-C.. Ces fouilles se font dans le cadre du projet archéologique Darband-i Rania qui vise à inventorier et protéger les sites archéologiques menacés par la présence de l'État islamique dans la région.

## Ruines
Le site s'étend sur 60 hectares de superficie et compte une muraille sur son flanc occidental,.